# Paul F. Knitter
Paul  Francis Knitter (Chicago, 25 febbraio 1939) è un teologo statunitense.

## Biografia
Knitter ha conseguito la licenza in teologia nel 1966 alla Pontificia Università Gregoriana e nello stesso anno è stato ordinato prete. Nel 1972 ha ottenuto il dottorato all'università di Marburgo. Nel 1975 ha ottenuto il permesso di abbandonare il sacerdozio e ha sposato Cathy Cornell, da cui ha avuto due figli. Dal 1975 al 2002 Knitter è stato professore alla Xavier University di Cincinnati. Dal 2007 è stato professore all'Union Theological Seminary a New York fino al 2016, anno in cui è diventato professore emerito.
Nel corso della sua attività, Knitter si è interessato di questioni riguardanti il pluralismo religioso e la teologia delle religioni, argomenti su cui ha pubblicato diversi libri sia come autore che come curatore editoriale. Il suo libro Senza Buddha non potrei essere cristiano è stato criticato dall'allora cardinale Joseph Ratzinger, che ha accusato Knitter di sostenere che il dogma è meno importante della prassi

## Libri pubblicati

### Come autore
- No Other Name? A Critical Survey of Christian Attitudes toward World Religions, Orbis Books, 1985
- Con Brennan Hill & William Madges (coautori), Faith, Religion, and Theology: A Contemporary Introduction, Twenty-Third Publications, 1989
- Con John B. Cobb, Jr., Monika Hellwig & Leonard Swidler (coautori), Death or Dialogue: From the Age of Monologue to the Age of Dialogue, SCM Press, 1990
- One Earth Many Religions: Multifaith Dialogue and Global Responsibility, Orbis Books, 1995
- Jesus and the Other Names: Christian Mission and Global Responsibility, Orbis Books, 1996
- Introducing Theologies of Religions, Orbis Books, 2002
- The Myth of Religious Superiority: multifaith explorations of religious pluralism, Orbis Books, 2005
- Without Buddha I Could Not Be a Christian, Oneworld, 2009

### Come curatore editoriale
- Con John Hick, The Myth of Christian Uniqueness: Toward a Pluralistic Theology of Religions, Orbis Books, 1987
- Con Roger Corless, Buddhist Emptiness and Christian Trinity Essays and Explorations, Paulist Press, 1990
- Pluralism and Oppression: Theology in World Perspective, Annual publication of the College Theology Society, volume34, University Press of America , 1990
- Con Chandra Muzaffar, Subverting Greed: Religious Perspectives on the Global Economy, Orbis Books, 2002